# Vila Marim (Mesão Frio)
Vila Marim ist eine Gemeinde im Norden Portugals.

## Geschichte
Die Ursprünge Vila Marims reichen mindestens bis in die Castrokultur vor der römischen Eroberung im 2. Jahrhundert v. Chr. zurück. Erstmals offiziell dokumentiert wurde der Ort im 12. Jahrhundert, wie es in den späteren königlichen Registern des Jahres 1258 erwähnt wird.
König D. Sancho besuchte auf einer Durchreise den Ort und ließ dabei Häuser und Weinstöcke entfernen, die Bewohner am Ortseingang errichtet und dabei die Ortszugänge und den Wasserlauf in Richtung Mesão Frio geändert hatten.
Das Gemeindegebiet von Vila Marim unterstand dem Grafen von Barcelos. Noch im 16. Jahrhundert galt die Gemeinde als besonders wohlhabend, insbesondere durch die reiche Produktion von Olivenöl, Brot, Esskastanien und Wein.

## Verwaltung
Vila Marim ist Sitz einer gleichnamigen Gemeinde (Freguesia) im Kreis (Concelho) von Mesão Frio im Distrikt Vila Real. In ihr leben 915 Einwohner auf einer Fläche von 9 km² (Stand 19. April 2021).
Folgende Orte gehören zur Gemeinde:
| - Barronca - Bebereira - Boavista - Cal - Camatoga - Corredoura - Donsumil - Estrada - Fonte - Fonte Condessa - Fonte do Ribeiro - Fraguinhas - Granjão - Guarita - Igreja - Ilha - Ladário | - Lodoeiro - Marão - Martir - Minhoto - Miradouro - Mochinhos - Mosteiro - Outeiro de Baixo - Outeiro de Cima - Paço - Pereira - Pousafoles - Quinta do Paço - Rede - Reimonde - Rodas - Rua Torta | - Salgueiral - Salgueiro - Serradouro - Serros - Tapado - Tojais - Valcovo - Vale de Ferreiros - Vale de Soutos - Venda Nova - Ventuzelas - Vigária - Vila Cova - Vila Nova - Vila Pouca |